# 永井大
永井 大（ながい まさる、1978年5月20日 - ）は、日本の俳優、タレント。新潟県糸魚川市出身。新潟県立糸魚川白嶺高等学校、東京農業大学地域環境科学部卒業。
旧芸名は永井 マサル（読み同じ）。ジュネス企画を経て現在はケイダッシュ所属。
松濤館流空手道2段（國際松濤館空手道連盟所属）。妻は女優の中越典子。

## 略歴
大学在学中からCMや雑誌のモデルとして活動。2000年に永井マサル名義で、スーパー戦隊シリーズ『未来戦隊タイムレンジャー』において、浅見竜也/タイムレッド役で主演。当作が、永井の本格的なデビュー作となった。
2001年、『タイムレンジャー』終了後、学業に専念するために芸能活動を一時休止。翌年に大学卒業後、芸名を本名の永井 大に改名した上で、芸能界に復帰。
2002年、宮坂武志監督『新・空手バカ一代 格闘者』で映画初出演。空手道を極めようとする主人公・狩野丈太郎を演じ、空手の腕前を存分に活かして、アクションシーンもすべて自分でこなした。
2003年の『ヤンキー母校に帰る』、2004年の『砂の器』『アットホーム・ダッド』、2005年の『鬼嫁日記』『夢で逢いましょう』などのドラマに出演。その後もドラマ、映画、バラエティ番組を中心にして活動する。
2008年、所属事務所の先輩である高橋克典がかつて主演した『サラリーマン金太郎』のリメイク版にて主演を務める。永井の持ち味を活かし、高橋版よりもさらに熱血度を増したキャラクターとアクションで好評を博し、2010年には続編も放送された。
私生活では、『サラリーマン金太郎2』で共演した女優の中越典子と2014年12月30日に結婚。2015年8月2日に、挙式・披露宴。2016年12月17日、妻の中越が第1子妊娠を報告。2017年5月3日に第1子となる男児が誕生。2018年11月22日に第2子となる女児が誕生。

## 人物
俳優業の他、スポーツ系バラエティに多く出演している。空手（インターハイ・国体）5位の実績を持つ他、小学4年時から中学3年時にバスケットボールの経験がある。テレビドラマ『ブザー・ビート〜崖っぷちのヒーロー〜』ではプロバスケットボールの選手を演じている。
学生時代は体育教師を志していたが、大学にスポーツ推薦で進学したものの体育学部がなかったことから断念した。大学時代は進路に迷った末に、自身の可能性を試すために芸能界を目指す。『未来戦隊タイムレンジャー』への合格が近づき、父親からは大学を4年で卒業することを条件に認められるが、所属していた空手部の監督からは部に参加できなければ退部かつ退学するよう言い渡され、学長に相談し就職活動の一環として俳優活動を行うとともに毎日部にも顔を出すことを条件に許可を得た。
『タイムレンジャー』でも永井が経験者だったことから、空手が得意という設定が設けられた。永井自身も撮影開始前は自信を持っていたものの、実際の空手とアクションとでは勝手が異なり、苦戦したと述懐している。しかし、悔しさからアクション監督の竹田道弘を見返したいという想いを抱いて生身でのスタントにも率先して挑戦し、竹田から「日本人でこれだけ動けるのは、ケイン・コスギとお前だけ」と称賛され、「嘘でも、うれしいです」と答えた。

## 不祥事

### ペニーオークション騒動
人気商品を格安で落札できるとうたっているペニーオークションをめぐり、事実上落札できないシステムなのに手数料をだまし取った詐欺容疑でサイト運営者が逮捕されたことに関連して、実際には落札していないのに商品を落札したと嘘をペニオクサイトをブログで紹介したステルスマーケティングをしたとして複数の芸能人が追及された際に、永井もその芸能人の1人として追及された。永井が紹介したサイトは摘発された業者とは別とする報道があった。永井は2012年12月14日に「知人の携帯電話で登録して落札し、実際に料金を支払った」と主張しつつも、「自分で登録して落札したかのように掲載したこと」については謝罪し、「今後はこのような軽率な行動を取らないよう気を引き締めて仕事に集中したい」としている。

### 金銭トラブル
2015年12月17日発売の『週刊文春』で、不動産物件の売買に端を発した金銭トラブルを抱えていることが明らかになる。

## スポーツマンNo.1決定戦
- 『スポーツマンNo.1決定戦』に芸能人大会3回とプロスポーツマン大会1回の計4回出場。芸能人サバイバルバトルではケイン・コスギ同様、全ての大会でSHOT-GUN-TOUCH No.1を獲得している。また第10回大会で総合No.1を獲得している。

第9回芸能人サバイバルバトル（2002年3月23日放送）
BURN OUT GUYSは9位。BEACH FLAGSは準々決勝まで進出するも、照英に敗れた。MONSTER BOXは初出場で18段、TAIL IMPOSSIBLE 第3レース進出、QUICK MUSCLEは112回で5位、ETERNAL JUMPは502回で3位と各種目で安定した成績を収め、暫定総合4位で最終種目進出。SHOT-GUN-TOUCHでは1回目の試技で12m00cmを申告しクリア。2回目の試技では、12m50cmにチャレンジして成功し、暫定トップの照英を抜いて1位に浮上。3回目の試技で12m70cmを申告するも失敗に終わり、総合2位となった。
第10回芸能人サバイバルバトル（2002年9月27日放送）
前回9位のBURN OUT GUYSでは、1分25秒08でNo.1を獲得。POWER FORCEでは1回戦でなかやまきんに君と激突し、スタートダッシュの成功が功を奏し勝利。2回戦ではウエイトで劣る船木誠勝を相手に、ボタン手前まで追い詰めるも、敗退し大金星を逃した。MONSTER BOXは18段で2種目目のNo.1。TAIL IMPOSSIBLEでは決勝レースまで残り3位。SHOT-GUN-TOUCHでは1回目の試技で12m00cｍを申告し、指先が触れて成功したが、ダイブの際に腰を痛めるアクシデントに見舞われた。しかし、2回目も12m00cmを成功させると、最終試技で自己新記録の12m70cmに挑戦し、これを成功させ、総合No.1に輝いた。
第13回芸能人サバイバルバトル（2004年4月5日放送）
3大会ぶりの出場。BURN OUT GUYSでは芸能人新記録を樹立しNo.1を獲得。幸先良いスタートとなった。だが、BEACH FLAGSでは2回戦で敗退。MONSTER BOXは自己記録を3段更新する21段を両足着地で成功させ、池谷直樹に次ぐ種目別2位。しかしSPIN OFFでは1回戦で須藤元気に敗退。QUICK MUSCLEは自己記録更新の117回も、ハイレベルな大会により8位に終わった。TAIL IMPOSSIBLEでは最終レースまで駒を進め3位。暫定総合4位で進出したSHOT-GUN-TOUCHでは、1回目の試技でいきなり12m50cmを申告。これをクリアさせNo.1の覇権争いに加わった。2回目の試技では自己記録タイの12m70cmをクリアさせ、同じく2回目の試技を成功させたきんに君とは同点で暫定2位、暫定1位の池谷とは10P差という接戦であった。3回目の試技では自己新記録の12m80cmを申告も、失敗に終わりNo.1ならず。結果はきんに君と並んで総合2位となった。
第13回プロスポーツマン大会（2007年1月1日放送）
プロ大会初出場。BEACH FLAGSではプロアスリート相手に引けを取らず、準々決勝まで進出。BURN OUT GUYSは最終組で登場し、木下典明が樹立した54秒11を目指し、スラロームランは全選手中最速タイムで通過したが、腹筋で慎重にこなしたことが響き、59秒10で5位に終わった。MONSTER BOXは19段で種目別2位。POWER  FORCEは2回戦（初戦）で宮﨑大輔に敗れた。25は2回戦進出。TAIL IMPOSSIBLEは第1レースを1位通過も、第2レース敗退に終わった。SHOT-GUN-TOUCHでは12m70cmの自己記録を成功させ、自己新記録の13m00cmにトライするも、僅かにボールが先に着いており失敗。総合5位で、芸能人史上4人目となるプロ大会上位入賞となった。
芸能人サバイバルバトル
| 大会       | 放送日        | 総合順位 |
| ---------- | ------------- | -------- |
| 第9回大会  | 2002年3月23日 | 2位      |
| 第10回大会 | 2002年9月27日 | No.1     |
| 第13回大会 | 2004年4月5日  | 2位      |

プロスポーツマン大会
| 大会       | 放送日       | 総合順位 |
| ---------- | ------------ | -------- |
| 第13回大会 | 2007年1月1日 | 5位      |

## 出演
太字は主演。

### テレビドラマ
- スーパー戦隊シリーズ（テレビ朝日）
  - 未来戦隊タイムレンジャー（2000年2月 - 2001年2月） - 浅見竜也 / タイムレッド、リュウヤ 役（二役[14]） [注釈 2]
  - 騎士竜戦隊リュウソウジャー（2020年1月26日 - 3月1日） - マスターブラック 役[22]
- 教師びんびん物語スペシャル（2000年3月17日、フジテレビ） - 不良生徒 役
- 粉紅女郎（2001年、中国ドラマ） - 金原崇 役 [注釈 2]
- マイリトルシェフ（2002年7月 - 9月、TBS） - 上畑耕太郎 役
- 美女か野獣（2003年1月 - 3月、フジテレビ） - 山本タケシ 役
- マルサ!!（2003年4月 - 6月、関西テレビ） - 高畑力 役
- 特命係長 只野仁（テレビ朝日） - 森脇幸一 役
  - 1stシーズン（2003年7月 - 9月）
  - スペシャル第1弾（2004年12月22日）
  - 2ndシーズン（2005年1月 - 3月）
  - スペシャル第2弾（2005年8月7日）
  - スペシャル第3弾（2006年9月23日）
  - 3rdシーズン（2007年1月 - 3月）
  - スペシャル第4弾（2008年2月2日）
  - スペシャル第5弾（2009年1月3日）
  - 4thシーズン（2009年1月 - 3月）
  - ファイナル（2012年1月6日・7日）
- 白線流し「白線流し 〜二十五歳」（2003年9月6日、フジテレビ）
- ヤンキー母校に帰る（2003年10月 - 12月、TBS） - 奥村和人 役
- 砂の器（2004年1月 - 3月、TBS） - 吉村雅哉 役
- アットホーム・ダッド（2004年4月 - 6月、関西テレビ） - 大沢健児 役
- オレンジデイズ（2004年4月 - 6月、TBS） - 柿崎透 役
- ああ探偵事務所（2004年7月2日、テレビ朝日） - 妻木 役
- 樋口一葉物語（2004年11月1日、TBS） - 半井桃水 役
- 夢で逢いましょう（2005年4月 - 6月、TBS） - 丸山元 役
- 鬼嫁日記（2005年10月 - 12月、関西テレビ） - 大沢健児 役
- ですよねぇ。（2006年1月 - 3月、TBS） - 川野井伸二 役
- 7人の女弁護士 （テレビ朝日） - 北村一平 役
  - 第1シリーズ（2006年4月 - 6月）
  - 第2シリーズ（2008年4月 - 6月）
- ミス・マープルシリーズ - 堂本信吾 役
  - 嘘をつく死体（2006年4月11日、日本テレビ）
  - 大女優殺人事件（2007年1月9日、日本テレビ）
  - アガサ・クリスティの予告殺人（2007年3月6日、日本テレビ）
- 黒い太陽（2006年7月 - 9月、テレビ朝日） - 立花篤 役
- だめんず・うぉ〜か〜 第1話（2006年10月12日、テレビ朝日） - 松浦晃一 役
- 肩ごしの恋人（2007年7月 - 9月、TBS） - 室野信之 役
- ロング・ウェディングロード!〜東京VS大阪ワケアリ婚物語（2007年7月30日、TBS） - 東翔一 役
- 三十万人からの奇跡〜二度目のハッピーバースディ〜（2008年3月26日、テレビ東京） - 門脇修史 役
- サラリーマン金太郎（2008年10月 - 12月、テレビ朝日） - 矢島金太郎 役
  - サラリーマン金太郎2（2010年1月 - 3月、テレビ朝日） - 矢島金太郎 役
- ブザー・ビート〜崖っぷちのヒーロー〜（2009年7月 - 9月、フジテレビ） - 宇都宮透 役
- JNN50周年記念 歴史大河スペクタクル 唐招提寺1200年の謎〜天平を駆けぬけた男と女たち（2009年11月3日、TBS） - 和気清麻呂 役
- 輪廻の雨（2010年1月4日、フジテレビ）
- 離婚同居（2010年5月 - 6月、NHK） - 高岡哲也 役
- いぬのおまわりさん（2010年7月4日、毎日放送） - 石原有紀矢 役
- FACE MAKER（2010年10月 - 12月、読売テレビ） - 霧島瞬 役
- 新選組血風録（2011年4月 - 6月、NHK BSプレミアム） - 土方歳三 役
- 阪急電車〜片道15分の奇跡〜 征史とユキの物語（2011年5月1日、関西テレビ） - 征史 役
- アスコーマーチ〜明日香工業高校物語〜 最終話（2011年7月3日、テレビ朝日） - 立花篤 役
- 俺の空〜刑事編〜（2011年10月 - 12月、テレビ朝日） - 武尊善行 役
- 私が恋愛できない理由 第7 - 9話（2011年11月28日 - 12月12日、フジテレビ） - 野口進 役
- 白戸修の事件簿 第3・4話（2012年2月10日・17日、TBS） - 七倉豊 役
- ラッキーセブン 第9・最終話（2012年3月12日・19日、フジテレビ） - 謎の男性 役
- 世にも奇妙な物語 2012年 春の特別編「スウィート・メモリー」（2012年4月21日、フジテレビ） - 田野中久 役
- 水曜ミステリー9「看護師・戸田鮎子の推理カルテ」（2012年7月11日、テレビ東京） - 田原陽一 役
- 負けて、勝つ 〜戦後を創った男・吉田茂〜（2012年9月 - 10月、NHK） - 柴田達彦 役
- 2夜連続ドラマスペシャル「最も遠い銀河」（2013年2月2日・3日、テレビ朝日） - 葛城美希也 役
- 白衣のなみだ（2013年4月、東海テレビ） - 百田良介 役
- 間違われちゃった男 第5話（2013年5月11日、フジテレビ） - アキラ 役
- ドラマスペシャル「DOCTORS〜最強の名医〜」（2013年6月1日、テレビ朝日） - 桜井稔 役
- 金曜プレステージ「鬼刑事 米田耕作2」（2013年9月13日、フジテレビ） - 熊野剛一 役
- 水曜ミステリー9「看護師・戸田鮎子の推理カルテ2」（2013年10月30日、テレビ東京） - 田原陽一 役
- よろず占い処 陰陽屋へようこそ 第7話（2013年11月19日、関西テレビ） - 山田清志 役
- 大河ドラマ「軍師官兵衛」第1 - 6話（2014年1月 - 2月、NHK） - 母里武兵衛 役
- 慰謝料弁護士〜あなたの涙、お金に変えましょう〜 第1・10・最終話（2014年1月9日・3月13日・27日、読売テレビ） - 倉沢義人 役
- ブラック・プレジデント（2014年4月 - 6月、関西テレビ） - 明智志郎 役
- 秋田発地域ドラマ「ザ・ラスト・ショット」（2014年11月19日、NHK BSプレミアム） - 村木翔平 役
- 水曜ミステリー9「トカゲの女 警視庁特殊犯罪バイク班」（2014年11月26日、テレビ東京） - 津吹新太郎 役
  - 水曜ミステリー9「トカゲの女 警視庁特殊犯罪バイク班2」（2015年8月12日、テレビ東京） - 津吹新太郎 役
  - 水曜ミステリー9「トカゲの女 警視庁特殊犯罪バイク班3」（2017年2月8日、テレビ東京） - 津吹新太郎 役
- 新春ワイド時代劇「大江戸捜査網2015〜隠密同心、悪を斬る!」（2015年1月2日、テレビ東京） - 春朗 役
- アイムホーム 第5[23]・6話[24]（2015年5月14日・21日、テレビ朝日） - 家路浩 役
- 水戸黄門 スペシャル（2015年6月29日、TBS） - 徳川綱豊 役
- 恋仲（2015年7月 - 9月、フジテレビ） - 磯原新一 役[25]
- 月曜ゴールデン「検察事務官 黒ユリ」（2016年2月22日、TBS） - 中原祐作 役
- 男と女のミステリー時代劇（2016年） - 水島亮三郎
- 木曜ミステリー「遺留捜査」（テレビ朝日） - 雨宮宏 役
  - 第4シリーズ（2017年7月13日 - 9月14日）
  - 第5シリーズ（2018年7月12日 - 9月13日）
  - 第6シリーズ（2021年1月14日 - 3月18日）
  - 第7シリーズ（2022年7月14日 - 9月15日）[26]
  - スペシャル（2023年9月21日）[27]
- マチ工場のオンナ（2017年11月24日 - 12月29日、NHK） - 有元大 役[28][29]
- コンフィデンスマンJP 第5話（2018年5月7日、フジテレビ） - 野々宮新琉 役
- プレミアムドラマ 我が家のヒミツ 第3話（2019年3月17日、NHK BSプレミアム） - 松坂英輔 役
- オトナの土ドラ 仮面同窓会（2019年6月1日放送開始予定、東海テレビ・フジテレビ） - 謎の男 役
- ドラマスペシャル 最上の命医2019（2019年10月2日、テレビ東京） - 関光一郎 役
- シャーロック 第5話（2019年11月4日、フジテレビ） - 町田卓夫 役
- 特捜9 season3 第2話（2020年4月15日、テレビ朝日） - 八田義和 役
- ディア・ペイシェント〜絆のカルテ〜（2020年7月17日 - 9月18日、NHK総合） - 吉良大輔 役
- 未解決の女 警視庁文書捜査官 Season2 第4話（2020年8月27日、テレビ朝日） - 桜木歩 役
- 裕さんの女房（2021年4月17日、NHK BSプレミアム） - 渡哲也 役[30]
- 精神分析医 氷室想介の事件簿〜超高層ビル密室殺人の謎〜（2022年2月26日、BS-TBS） - 大沢裕翔 役[31]
- HOTEL -NEXT DOOR-（2022年9月10日 - 10月15日、WOWOW） - 梶原慎一郎 役[32]
- スタンドUPスタート 第4話・最終話（2023年2月8日・3月29日、フジテレビ） - 鴨志田一 役[33]
- ホテルマン東堂克生の事件ファイル〜日光鬼怒川温泉殺人事件〜（2023年3月18日、BS-TBS） - 芦田哲也 役[34]
- 警視庁ゼロ係〜スカイフライヤーズ〜（2024年7月22日、テレビ東京） - 羽生聡太 役[35]
- 素晴らしき哉、先生! 第3話・第4話・最終話（2024年9月1日・8日・10月6日、朝日放送テレビ・テレビ朝日系） - 大木戸勝次 役[36]

### ウェブドラマ
- 特命係長 只野仁 AbemaTVオリジナル（AbemaTV） -  森脇幸一 役
  - AbemaTVオリジナル（2017年1月 - 2月）
  - AbemaTVオリジナル2（2017年12月 - 2018年1月）
- ROAD TO EDEN（2017年10月 - 12月、フジテレビオンデマンド、2018年1月 - 、フジテレビ） - リュウ 役

### 映画
- 新・空手バカ一代 格闘者（2002年） - 狩野丈太郎 役
- 偶然にも最悪な少年（2003年） - 難波栄一 役
- 天使の牙B.T.A.（2003年）
- ゴーストシャウト（2004年） - 元木俊雄 役
- 特命係長 只野仁 最後の劇場版（2008年） - 森脇幸一 役
- あいあい傘（2018年） - 雨宮虎蔵 役
- 邪魚隊 / ジャッコタイ（2024年） - 徳川吉宗 役[37]

### バラエティ
- スポーツマンNo.1決定戦（2002年・2004年・2007年、TBS）
- 体育王国（2002年10月 - 2003年1月、TBS）
- ランニングエンターテインメント サブ4!!（2018年4月5日 - 、BS日テレ）

### オリジナルビデオ
- スーパー戦隊シリーズ
  - 未来戦隊タイムレンジャー スーパービデオ最強ヒーロー全ひみつ（2000年） - 浅見竜也 役  [注釈 2]
  - 未来戦隊タイムレンジャーVSゴーゴーファイブ（2001年） - 浅見竜也 / タイムレッド 役  [注釈 2]

### 吹き替え
- ルーシーズ（2014年） - ボビー〈ピーター・ファシネリ〉 役

### 舞台
- 東京セレソンデラックス公演 「夕」（2008年、シアターサンモールほか）
- 松本清張生誕100周年記念公演 「黒革の手帖」（2009年、明治座） - 安島富夫 役
- つばき、時跳び（2010年、明治座） - 井納惇 役
- 放浪記（2015年、シアタークリエほか） - 藤山武士 役
- ミュージカル『フィスト・オブ・ノーススター～北斗の拳～』（2022年、Bunkamuraオーチャードホールほか） - ラオウ 役[38]
- タクフェス第11弾『晩餐』（2023年11月16日 - 19日、梅田芸術劇場 シアター・ドラマシティ / 11月24日・25日、道新ホール / 12月1日 - 3日、名古屋市公会堂 / 12月8日 - 17日、サンシャイン劇場） - 主演・高槻純二 役（石黒英雄の代役）[39]。
- ハリー・ポッターと呪いの子（2024年、TBS赤坂ACTシアター） - ドラコ・マルフォイ 役[40]
- あの夏、君と出会えて〜幻の甲子園で見た景色〜（2025年8月23日 - 31日〈予定〉、サンシャイン劇場 / 9月6日 - 14日〈予定〉、大阪松竹座  / 9月20日〈予定〉、金沢市文化ホール / 9月23日〈予定〉、広島国際会議場フェニックスホール / 9月26日 - 28日〈予定〉、御園座）[41]

## 作品

### シングル
- Eternity（2005年7月23日）

### 出版物
- 永井大フォトエッセイ 画竜点睛（2004年、ブックマン社）
- Take It Easy!! 永井大のラクトレ（2006年、ブックマン社）